# تومويوكي شيرايشي
تومويوكي شيرايشي (باليابانية: 白石 智之) (10 يونيو 1993 في غونما في اليابان – )؛ هو لاعب كرة قدم كان يلعب كلاعب وسط.

## وصلات خارجية
- تومويوكي شيرايشي على موقع رابطة كرة القدم اليابانية للمحترفين (اليابانية)
- تومويوكي شيرايشي على موقع قاعدة بيانات كرة القدم.إي يو (الإنجليزية)
- تومويوكي شيرايشي على موقع Soccerway.com (الإنجليزية)
- تومويوكي شيرايشي على موقع عالم كرة القدم.نت (الإنجليزية)